# Raimundo Sarmento
Raimundo José do Rego Sarmento (sinh ngày 10 tháng 10 năm 1994) hay Jeca là một cầu thủ bóng đá hiện tại thi đấu cho Đội tuyển bóng đá quốc gia Đông Timor.

## Sự nghiệp quốc tế
Jeca có màn ra mắt quốc tế trước Đội tuyển bóng đá quốc gia Mông Cổ ở Vòng loại giải vô địch bóng đá thế giới 2018 khu vực châu Á vào ngày 12 tháng 3 năm 2015 khi vào sân từ phút 89 thay cho Diogo Santos.